# Ludwig von Schöning-Megow
Karl August Heinrich Ludwig (Louis) von Schöning-Megow (* 9. Dezember 1822 in Megow, Kreis Pyritz; † 10. September 1882 ebenda) war ein deutscher Offizier, Rittergutsbesitzer und Parlamentarier. Er wurde 1863 (20. Nov. 1862) in den Adelsstand erhoben.

## Leben

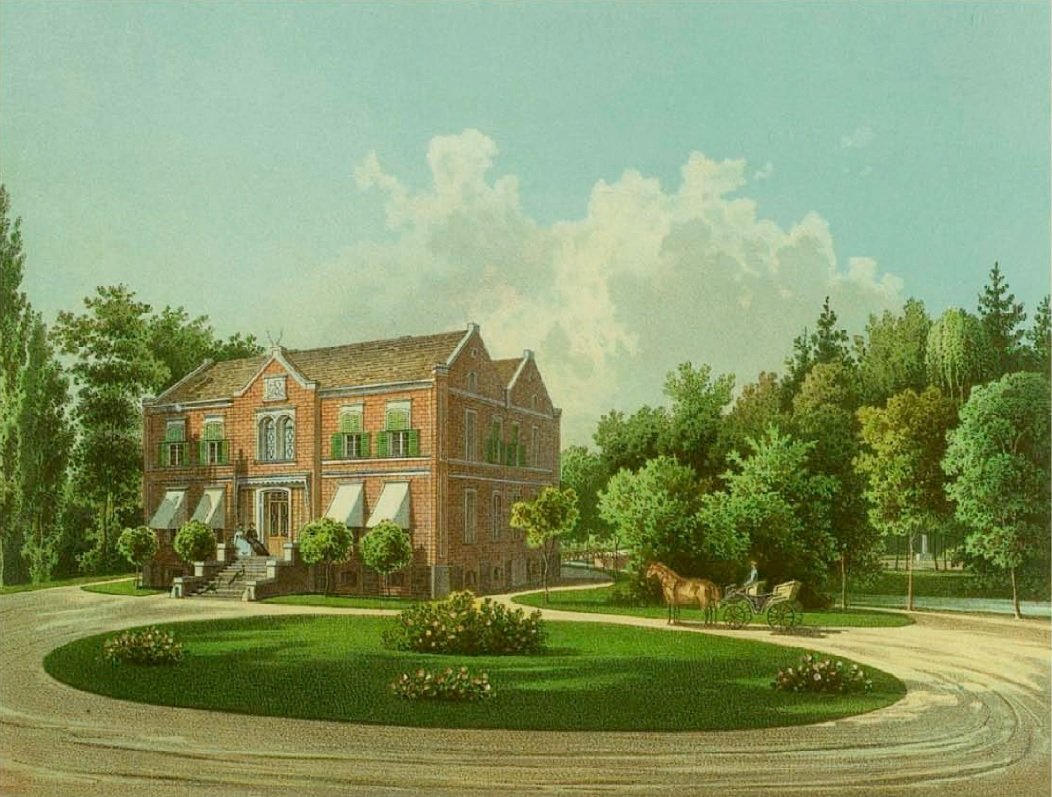
Herrenhaus des Rittergutes Megow um 1865, Sammlung Duncker

Schöning studierte an der Ruprecht-Karls-Universität Rechtswissenschaft. 1844 wurde er Mitglied des Corps Guestphalia Heidelberg. Nach dem Studium trat er zunächst in den preußischen Staatsdienst. Als Regierungsreferendar a. D. wurde er Besitzer des Fideikommisses Megow. 
In dieser Zeit, noch als Premierleutnant, wurde er gemeinsam mit seiner 1826 geborenen Schwester Mathilde Auguste Wilhelmine vom Geheimen Regierungsrat und Landrat a. D. August Peter Friedrich Siegismund von Schöning, Gutsherr auf Ueckerhoff, adoptiert. Sie übernahmen das Wappen der uradeligen Schöning, jedoch mit einem achtspitzigen blauen Stern im rechten Obereck als Ergänzung und natürlich als Unterscheidung. Spätestens seitdem trug er die Namensführung von Schnöning-Megow.
In der Preußischen Armee erreichte er den Dienstgrad Rittmeister. Schöning-Medow saß 1876 während der 3. Session der 12. Legislaturperiode als Abgeordneter des Wahlkreises Stettin 4 (Pyritz, Saatzig) im Preußischen Abgeordnetenhaus. Er gehörte keiner Fraktion an.
Kurz nach der Nobilitierung heiratete er 1864 in Neustrelitz Marie von Jagow-Liepen (* 23. Juni 1838; † 17. April 1883) aus der uradligen Familie von Jagow, Tochter des mecklenburg-strelitzschen Kammerherrn und Hausmarschalls Heinrich von Jagow und dessen Gemahlin Louise von Bülow. Die Ehe blieb kinderlos. Megow als Fideikommiss fiel an die älteste Nichte Clara von Cranach, verheiratete von Heyden-Linden.